# سترايد ي فاسين (أنغلزي)
سترايد ي فاسين (بالإنجليزية: Stryd-y-Facsen)‏ هي منطقة سكنية تقع في ويلز في أنغلزي.